# Storify
Storify er et onlineværktøj, der bruges til crowdsourcing fra en lang række sociale netværk som Twitter, Facebook, Youtube og mange andre.
Storify åbnede i en privat beta i september 2010 og gik i åben beta sidst i april 2011. Projektet er startet af Burt Herman og Xaiver Damman og firmaet har hovedkvarter i San Francisco. 
Værktøjet er gratis at bruge, og artikler skabt på Storify kan indlejres på de fleste andre hjemmesider.
Brugen af Storify hos danske journalister har taget fart i 2012, og både NORDJYSKE Medier, Ekstra Bladet, Danmarks Radio og TV 2 har med jævne mellemrum taget værktøjet i brug.
Eksempler på brug af Storify hos danske medier:
- – Ja, AaB-trøjen skal i hvert fald ikke på imorgen. Håbløst – Nordjyske.dk Arkiveret 5. december 2013 hos  Wayback Machine
- Hele Sverige håner Stolpe-Lustig – Ekstrabladet.dk (Webside ikke længere tilgængelig)
- Påkørsel skaber heftig Facebook-debat (Webside ikke længere tilgængelig)